# Dokters (boek)
Dokters is een roman van Erich Segal. Het boek is in 1988 uitgegeven onder zijn originele Engelstalige titel Doctors en draait om de klas van Harvard Medical School van 1962, waarin zowel Barney Livingston als Laura Castellano in hun opgroeien en verdere leven worden gevolgd.
Belangrijke onderwerpen waar de hoofdpersonen mee te maken krijgen zijn onder meer ethiek en euthanasie. Het boek belicht de andere kant van de studie, het afstuderen en het leven van Amerikaanse dokters en benoemt zo onder meer het feit dat het zelfmoordcijfer, alsmede het percentage aan drugsverslaafden onder Amerikaanse dokters indertijd veelal hoger lag dan bij anderen.